# Збірник праць Зоологічного музею
«Збірник праць Зоологічного музею» — журнал, що видається Зоологічним музеєм АН, який нині діє у складі Національного науково-природничого музею НАН України (ННПМ). Це один з трьох наукових журналів ННПМ, що мають статус фахових видань. Його головним редактором є проф. І. Г. Ємельянов.

## Історія видання

### 1921—1923 (Український зоологічний журнал)
1921 року Українське наукове товариство (УНТ) започаткувало Український зоологічний журнал (УЗЖ). У зв'язку з організацією УАН і, зокрема Зоологічного музею УАН 1921 року всі структури УНТ перейшли до складу УАН, зокрема й природничі колекції та видання. Тому друге число УЗЖ вийшло вже під егідою УАН, проте у тому ж форматі і під редагуванням того ж науковця — Миколи Шарлеманя, який був одночасно консерватором зоологічних колекцій. Це стало першим продовжуваним українським академічним виданням в галузі зоології, але видано було лише два випуски у 1921 та 1923 роках.
- профіль в Google Scholar цього періоду (1921-1923) >>> [Архівовано 20 січня 2022 у Wayback Machine.]

### 1926—1976 (як «музейні» випуски інших видань)

Титульна сторінка 12 випуску «Збірника праць Зоологічного музею» з надзаголовком «Науково-дослідний Інститут зоології та біології» (1933)

Перший випуск Збірника вийшов після того, як професор Володимир Караваєв очолив Зоологічний музей у 1926 році, він був автором вступної статті у першому випуску і саме він опікувався виданням на першому етапі його існування, був його першим відповідальним редактором (зазначений як такий в 12 випуску, в перших випусках редактори не вказувалися).
Збірник праць співробітників Зоологічного музею АН існував у формі серії видань, які видавалися в різні періоди під різними назвами, проте зі збереженням назви «Збірник праць зоологічного музею» (нерідко скорочують як «ЗПЗМ»). Свого видання у Зоомузею АН не було, проте керівництво музею використовувало для видання збірників праць інші серії, видання установ та організацій, яким зоомузей підпорядковувався, зокрема відділенню природничих наук АН (тоді як «Фіз.-мат. відділ ВУАН»), київському Зообіну та Інституту зоології АН. Видання має 5 періодів свого розвитку. Перші чотири періоди (після періоду існування у форматі Українського зоологічного журналу) такі:
- період 1926—1931: перші 11 чисел вийшли як тематичні випуски журналу Труди Фізично-математичного відділу ВУАН (1926—1931),
- період 1934—1938: збірники праць музейників виходили як окремі тематичні випуски «Трудів інституту біології та зоології УАН» (1934—1938),
- період 1939—1941: слідом збірники виходили в серії «Труди Інституту зоології АН УРСР» (у 1939—1941 роках).
- період 1953—1963: в повоєнні часи збірники були на деякий час відновлені в серії «Труди Інституту зоології АН УРСР» (у 1953—1963 роках).

Після започаткування в тій самій установі (Інститут зоології) 6-номерного журналу «Вестник зоологии», який фактично замістив собою Труди ІЗАН, це видання перестали видавати. Згодом вийшов один підсумковий випуск у 1969 році з бібліографічним оглядом всіх праць цієї серії, а 1976 року (на відзнаку 50-річчя першого випуску такого збірника) було впорядковано окремий випуск «Сборник трудов зоологического музея» (російською мовою, відповідно до стандартів розвиненого соціалізму), виданий поза серіями, проте з номером, який разом з назвою засвідчував продовження попередніх випусків.
- профіль в Google Scholar цього періоду (1926-1969/1976) >>>

### 2005—2018 (як самостійне видання)
- період 2005—2018: як окреме видання ЗПЗМ започатковано 2005 року професором Є. М. Писанцем; проіснувало до 2018 р.

Цей останній п'ятий період особливий тим, що видання вперше отримало власну реєстрацію, а не було тематичними випусками інших видань.
Збірник праць було зареєстровано 2008 року, і його видавали до 2016 року. Останнім став випуск 47 за 2016 рік. За даними на травень 2018 року видання після смерті його засновника Євгена Писанця (15.10.2016) та секретаря видання Святослава Погребняка (26.10.2016) не виходило.
Наостанок сталося ще дві події, які формально продовжили життя видання. 1) Восени 2018 року під обкладинкою 38-го тому ЗПЗМ було видано праці тогорічної герпетологічної конференції (до того вони видавалися як Праці Українського герпетологічного товариства), які фактично припинили свої існування 2014 року (останній том на сторінці видання [Архівовано 26 лютого 2020 у Wayback Machine.]). 2) Восени 2019 року вийшов том 49 за 2018 рік. Після цього видання припинило своє існування. На сайті ННПМ та Національної наукової бібліотеки пізніших випусків немає, і за даними на кінець 2020 року (2.10.2020) жодної нової інформації про цей часопис не з'явилося. За даними на кінець Останнім в серії ЗПЗМ був 49й том за 2018 рік [Архівовано 5 лютого 2018 у Wayback Machine.], видання не дожило до свого 50-го випуску.
- профіль в Google Scholar цього періоду (2005-2018) >>>

## Назва видання
Історія видання непроста через те, що це одне з небагатьох видань, у якого назви типу видання («збірник праць») врешті стала власною назвою видання, проте зареєстрованою лиге 2008 року, через бл. 80 років від початку видання цієї серії.
Назва видання відповідає двом концептам:
1) «збірник наукових праць» з характерним позначенням дуже багатьох серій видань, і його застосування до цього видання означало позначення тематичної колекції статей під однією обкладинкою;
2) одна зі структур, яка передувала відділу зоології ННПМ, у 1919—1934 роках мала назву Зоологічний музей УАН, яка й видала збірники наукових праць своїх співробітників, звичайно як тематичні випуски інших видань академії наук.
Саме тому цю давню назву — «ЗПЗМ» — було взято і для нового видання, започаткованого 2005 року і зареєстрованого в Міністерстві юстиції України 19.09.2008 р. Така його назва є пам'яттю про зоологів 1920—1930 років та Зоологічний музей УАН як установу, яка існувала у 1919—1934 роках (надалі стала частиною Зообіну).
Латиницею назва видання (на обкладинці та титульній сторінці) подається так:
- Zbìrnik prac’ zoologìčnogo muzeû (Kiїv) — цю транслітерацію обрано при реєстрації ISSN[3].
- Travaux du Musée Zoologique — у варіанті 1920—1930-х років, французькою (див. фото).

## Видання з 2005 року

Обкладинка щорічника «Збірник праць зоологічного музею» за 2013 р.

2005 року видання започатковано вже як нове самостійне видання, щорічник. Але щорічник отримав нумерацію томів як продовження номерів раніше виданих випусків однойменних збірників.
Свідоцтво державної реєстрації містить наступне:
- Назва: Збірник праць Зоологічного музею
- Вид видання: збірник (щорічник)
- ISSN 0132-1102
- Свідоцтво про державну реєстрацію 14637-3608Р від 19.09.2008 р.
- Мови видання: українська, російська, англійська
- Періодичність: принаймні щорічно
- Сфера розповсюдження: загальнодержавна
- Засновник: Національний науково-природничий музей НАН України

### Редактори
У видання, згідно з випусками 2015 та 2016 років, є, окрім головного редактора і його заступника, 6 (шість) наукових редакторів, що є запорукою високої якості цього видання: О. В. Годлевська, І. Б. Доценко, Л. Г. Маніло, О. В. Мартинов, О. М. Пекло, Н. А. Смірнов. Головним редактором з 2018 року є проф. І. Г. Ємельянов.

### Обсяг та мова видання
Останній відомий випуск — № 47 за 2016 рік. Він містить 8 статей + 1 хроніку загальним обсягом 91 сторінка, тобто обсяг однієї праці становить 10 сторінок. З роками з'явилася і дедалі зростає частка англомовних праць: в останньому випуску за мовою ці матеріали розподіляються так: 3 україномовні, 3 російськомовні, 3 англомовні. Всі статті супроводжені трьома резюме (англ. укр., рос.).

### Визнання у новому статусі (після 2005 року)
- Журнал входить до переліку Zoological records як частини наукометричної бази Web of Science.
- 2010 р. ДАК надав виданню статус фахового (терміном на 5 років: Постанова № 1-05/2 від 10.03.2010 р., до 10.03.15).
- 2017 р. ДАК України вдруге надав цьому видання статус фахового (Наказ МОН від 28.12.2017 № 1714)[5].
- 2018  р. (22.03.2018) Індекс Гірша видання за версією Google Scholar становить h = 11[6].
- за профілем в Google Scholar, за 92 роки видано 462 статті, які цитовано 655 разів (в середньому кожна цитована 1,42 рази).
- за профілем в Google Scholar, з 2005 р. (новий період) видано 113 статей, які цитовано 157 разів (в середньому 1,39 рази).

## Найцитованіші праці

### статті 1926—1969 років
5 найцитованішими статтями 1926—1969 років за версією Google Scholar є:
- До фауни хижих птахів середньої течії р. Північного Дінця / ОМ Рудинський, ЛС Горленко. Труди Інституту зоології та біології УАН, 1937, Том 18 (Збірник праць зоологічного музею, № 20), с. 141—155. (26 цит.)
- Матеріяли до вивчення птахів Поділля / ВЮ Герхнер. Труди Фізично-математичного відділу ВУАН, 1928, Том 6, вип. 3 (Збірник праць зоологічного музею, число 5), с. 329—370. (22 цит.)
- Підсумки дослідження погадок за період 1924—1935 рр. / ІГ Підоплічка. Труди Інституту зоології та біології УАН, 1937, том 15 (Збірник праць зоологічного музею, № 19), с. 101—170. (15 цит.)
- Замітки про вухатого їжака і лісову мишівку в Стрілецькому степу / ГВ Модін. Збірник праць зоологічного музею АН УРСР, 1956, вип. 27, с. 154—159. (14 цит.)
- Молі (Lepidoptera: Tineidae s. lat.) центральної частини Київської області / ВВ Совинський. Збірник праць зоологічного музею, 1938, вип. 22, с. 3-95. (13 цит.)

### статті 2005—2018 років
5 найцитованішими статтями 2005—2018 років за версією Google Scholar є:
- Риби України (таксономія, номенклатура, зауваження) / ЮВ Мовчан. Збірник праць зоологічного музею, 2009, вип. 40, с. 47–86. (24 цит.)
- До характеристики різноманіття іхтіофауни прісноводних водойм України / ЮВ Мовчан. Збірник праць зоологічного музею, 2005, вип. 37, с. 70–82. (24 цит.)
- Таксономія і номенклатура немишовидних гризунів фауни України / ІВ Загороднюк. Збірник праць Зоологічного музею, 2009, вип. 40, с. 147—185. (14 цит.)
- Фауна амфибий Украины: вопросы разнообразия и таксономии. Сообщение 1. Хвостатые амфибии (Caudata) / ЕМ Писанец. Збірник праць зоологічного музею, 2005, вип. 37, с. 85–99. (12 цит.)
- Герпетофауна антропогенных ландшафтов Николаевской и Одесской областей / ИБ Доценко, ВИ Радченко. Збірник праць зоологічного музею, 2005, вип. 46, с. 109–120. (10 цит.).

### Публікації
- Загороднюк І., Годлевська О. Давні видання зоологічного профілю в Україні та теріологія на сторінках «Збірника праць Зоологічного музею» [Архівовано 14 лютого 2022 у Wayback Machine.] // Раритетна теріофауна та її охорона. — Луганськ, 2008. — С. 299—307. — (Праці Теріологічної школи, випуск 9).
- Збірник праць зоологічного музею [Архівовано 23 березня 2018 у Wayback Machine.] на сайті НБУВ (2014—2016 рр.).
- Збірник праць зоологічного музею: титульна сторінка та склад редколегії 2016 на сайті НБУВ.
- Погребняк Л. П., Пивоварова Н. С. Систематичний покажчик до видання Інституту зоології АН УРСР «Збірник праць Зоологічного музею» за 1926—1963 рр. // Збірник праць Зоологічного музею. — 1969. — № 33. — С. 11–22.
- Писанець Є. М. Видавнича діяльність Зоологічного музею (стислий огляд історії і сучасності) // Збірник праць Зоологічного музею. — 2005. — № 37. — С. 5–12.
- Загороднюк І., Пархоменко, В. Український зоологічний журнал та видання-послідовники на тлі історії зоології в Україні [Архівовано 9 вересня 2019 у Wayback Machine.]. GEO&BIO. 2018. Том 16, pp. 123–146. doi: https://doi.org/10.15407/gb.2018.16.123